# Errol Flynn
Errol Leslie Thomson Flynn (Hobart, Australia, 20 de junio de 1909-Vancouver, 14 de octubre de 1959) fue un actor de cine australiano-estadounidense. Durante la edad de oro del cine en Hollywood fue conocido por sus personajes de galán, aventurero temerario y héroe romántico. Considerado el sucesor natural de Douglas Fairbanks, tuvo una fama mundial por los papeles interpretados en Hollywood, frecuente pareja con Olivia de Havilland. Se hizo conocido como Robin Hood en The Adventures of Robin Hood (1938), una interpretación por la que fue nominado por The American Film Institute como el 18.º héroe en la historia del cine estadounidense. Sus otros papeles famosos incluyeron al líder epónimo en El capitán Blood (1935), el mayor Geoffrey Vickers en La carga de la Brigada Ligera (1936) o numerosos wésterns como Dodge City (1939), Camino de Santa Fe (1940) y San Antonio (1945).

## Biografía

### Primeros años
Era hijo del oceanógrafo, biólogo y antropólogo irlandés Theodore Thomson Flynn (1883-1968), profesor de la Universidad Queen’s de Belfast, y de una joven, Marelle Young, que pretendía ser descendiente de los marinos del Bounty, lo que parece no ser cierto.
A los siete años su madre le llamaba ya «demonio en pantalón corto» y anduvo huido tres días de casa. En su autobiografía escribió: «El recuerdo principal que guardo de mi infancia es el de unas nalgas martirizadas». Antes de su marcha a Inglaterra para estudiar, logró ser expulsado de varios colegios tasmanos. Su educación fue, sin embargo, excelente, aunque muy accidentada por frecuentes expulsiones. Gracias al renombre de su padre como científico, pudo matricularse en los más importantes colegios de Londres y, luego, en París, en el prestigioso Liceo Louis-le-Grand, para concluir sus años académicos en un eminente centro educativo de Sídney. Destacó en todos los deportes, pero adquirió también la afición del teatro y cierta destreza como escritor que aprovechó trabajando ocasionalmente como corresponsal en sus frecuentes viajes y publicando, entre otras obras, una novela, su autobiografía y algún guion.

### Juventud
También practicaba el boxeo y, en 1926, conquistó la Copa Davis júnior y representó a Australia en los Juegos Olímpicos de 1928 en Ámsterdam. Pero su naturaleza hiperactiva lo llevó a abandonar el país insular. El ambicioso joven Flynn prefirió recorrer el mundo junto a sus amigos. Para mantenerse, trabajó de todo: marinero, periodista, pescador, friegaplatos... También largo tiempo como buscador de oro en Nueva Guinea (cuatro años), haciendo de prospector minero, reclutador de mano de obra esclava y dinamitero. Al no obtener resultados, contrajo abultadas deudas. Para pagarlas, trabajó como peón en una plantación de cocos en 1928.
En 1929 volvió a intentar la minería del oro en Eddie Creek, isla de Salamaua, a costa de correr grandes riesgos con los aborígenes hostiles de la isla, la malaria, la disentería y las alimañas, para volver a fracasar en su intento de hacerse rico. Probó esta vez con el cultivo del tabaco en Nueva Guinea y, al fin, vendió sus propiedades en 1933 para ir a probar con la minería de diamantes; pero contrajo la malaria y debió concluir estas aventuras.

## Carrera como actor
A su vuelta a Inglaterra decidió hacerse actor y estudió interpretación, actuando en algunas compañías. Viajó a los Estados Unidos, representando algunas piezas teatrales, hasta que fue fichado por un cazatalentos de la Warner Bros. Su innegable atractivo y atributos físicos, así como una personalidad histriónica y desbordante, resultaban una mezcla atractiva en la pantalla grande, de forma que, tras algunos papeles episódicos, tuvo sus primeros personajes importantes en El capitán Blood (1935) y La carga de la Brigada Ligera (1936). El éxito con mayúsculas le llegó, sin embargo, con Robin de los bosques (1938).
Entretanto (1936) había publicado su primera novela, Beam Ends, y fue escogido para trabajar como corresponsal en la guerra civil española. Diez años después publicaría su segunda obra, Sowdown. Por último apareció póstuma, en 1959, redactada por él mismo, su famosa autobiografía, Errol Flynn: Aventuras de un vividor (1959), traducida al español en 2009, donde se muestra amante de la cultura y de las formas, caballeresco, cosmopolita, muy vividor e irónico:

En todo el mundo se me identificó como el playboy de Occidente. Ese era yo: un símbolo fálico universal.
Errol Flynn

Este papel de seductor le repugnaba, aunque reconocía que estaba más que fundado en su propia vida. A los magnates de Hollywood les dedicó estas resentidas palabras:

Os podéis meter este sitio donde el mono metió los cocos. Yo me he sacado solo las castañas del fuego en los lugares más duros.

Y era así; él mismo filmó siempre las escenas peligrosas de acción que debían hacer sus dobles, con los cuales prefería emborracharse. Tenía, sin embargo, una concepción extraña del valor; pensaba que no era una cualidad constante y que incluso las naturalezas más fuertes podían flaquear en algún momento. Llegó a todos los límites posibles probando, como sinceramente declara en sus memorias, drogas como el opio, la marihuana, la cocaína y todo tipo de afrodisiacos, y no negó su ingénita adicción al peligro, al sexo, explorando la bisexualidad, y a sostener innumerables líos de faldas. Su estilo formal y apariencia, sinónimo de éxito personal, fue simiente de una moda varonil entre actores y jóvenes adultos de los años 50.
De ningún matrimonio suyo, sin embargo, se quejó tanto como del que tuvo con Lili Damita, cuyo divorcio prácticamente lo arruinaría y le haría irse a vivir a un barco para evitar a los acreedores. Toda esta vida irrefrenable acabó avejentando su cuerpo y moriría prematuramente.
Flynn fue además un gran amante de la navegación a vela, y llegó a tener varios yates oceánicos, tales como el Makai, el Flamingo, el Barbary, el Sirocco y el elegante Zaca (su última embarcación), con el que recaló en Mallorca en los años cincuenta, visita que sirvió a Roser Amills como argumento para su novela El ecuador de Ulises.
La consagración le llegó con su encasillamiento en papeles de aventurero, galán y héroe romántico e idealista, cuya hombría atraía y embrujaba siempre a la bella dama necesitada de ayuda y protección. Y a la ficción correspondía en la realidad, protagonizando muchas reyertas entre bastidores debido a su personalidad indomable, recalcitrante, retadora y desbordante que se sobreponía a la de otros actores. Fue blanco por ello de muchas envidias y aprensiones masculinas por su más que notable y demostrada capacidad de conquista femenina, a tal extremo que muchos de sus conocidos evitaban presentarlo a sus novias o esposas, más y cuando era archiconocida su fabulosa habilidad de tocar el piano con una envidiada extremidad no manual (y no eran los pies) en las fiestas que organizaba.
De este modo se levantaron muchas críticas y habladurías en su contra, principalmente tras su muerte: que era pronazi y había mantenido escarceos homosexuales con sus amigos Tyrone Power y Truman Capote. Únicamente ha sido probada una relación extramatrimonial con un joven los últimos dos años de su vida. En cuanto a la acusación de fascismo, es un bulo enteramente falso, era más bien de inclinación comunista, incluso apoyó a la República Española durante la Guerra Civil y a Fidel Castro, al que consideraba su amigo, dirigiendo documentales a favor de la Revolución cubana. Sí es cierto que en los años treinta Errol Flynn se hizo amigo de Hermann Erben, un médico austríaco que trabajaba para la Abwehr, algo que él desconocía. Fue en la compañía de este turbio personaje cuando Errol Flynn tuvo sus más desquiciadas aventuras. Y así partió hacia España en 1937 con él como corresponsal de guerra en el ejército republicano, durante la Guerra civil española (1936-1939).

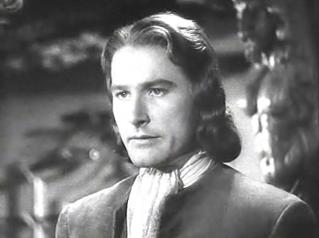
Errol Flynn en El capitán Blood (1938).

Entre todos sus grandes éxitos destacaron los dirigidos por Michael Curtiz, anteriormente casado con su esposa francesa, la actriz Lili Damita, con el que colaboró en once largometrajes, y por Raoul Walsh, para el que trabajó en siete películas. Olivia de Havilland se convirtió desde que trabajó con él en 1935 en su pareja cinematográfica ideal, ya que la serenidad de la actriz neutralizaba la insolencia y desenvoltura de Errol Flynn. Fue además muy amigo del magnate Howard Hughes, con quien compartía muchas de las fiestas privadas que organizaba.
En 1942 Flynn pagó el entierro de su amigo John Barrymore, pero Raoul Walsh robó el cuerpo del fallecido en mitad del velatorio para irse a casa de Errol a tomarse unas copas. Ese mismo año se separó de su por entonces esposa Lili Damita y fue juzgado por la violación de una menor a bordo de un yate, cargo del que fue absuelto en 1940. También realizó su interpretación favorita, la de un boxeador en Gentleman Jim, que le recordaba su etapa como púgil entre las doce cuerdas.

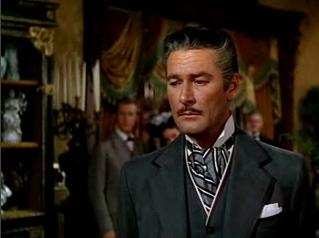
En el filme La dinastía de los Forsythe (1948).

Su vida personal fue muy disipada y turbulenta: un revoltijo de escándalos, líos de faldas, pleitos, denuncias, juergas, deudas y concursos de acreedores. Contrajo matrimonio tres veces: primero con la ya citada Lili Damita (1935-1942), de la que tuvo un varón, Sean Flynn (1941–1970), actor de escasa importancia; pero famoso reportero "freelance" y fotoperiodista que falleció durante la guerra de Camboya. El divorcio supuso para Errol su quiebra financiera. Por segunda vez casó con Nora Eddington (1943-1949), matrimonio del que nacieron Deirdre (1945) y Rory (1947).Por último, lo hizo con Patrice Wymore, desde 1950 hasta su propia muerte en 1959. De ella tuvo a Arnella Roma (1953–1998). Su nieto Sean Flynn (nombre real: Sean Rio Amir, n. 1989), hijo de Rory, al que no hay que confundir con el hijo homónimo de Lili Damita, también es actor, reconocido especialmente por su participación en la serie de Nickelodeon Zoey 101
Mostró su faceta de productor y seudo-reportero al realizar el documental The Truth About Fidel Castro Revolution y un filme sobre el mismo tema Cuban Story, de escaso valor filmográfico.

### Decadencia y final
Su declive comenzó tras el final de la Segunda Guerra Mundial, en la que no pudo participar debido a no haber sido considerado apto por el ejército, algo que lo perturbó. El motivo del rechazo fueron los estragos debidos a sus excesos con las drogas y el alcohol. Estragos que se acentuaron a principios de la década de los años 1950, cuando empezó su relación con la única de sus tres mujeres que le quiso y lo idolatró de verdad, Patrice Wymore. En 1952 se marchó a Europa para realizar películas en esa plaza cinematográfica. En una de ellas, The dark avenger, rodada en 1955, hiere a Christopher Lee en la mano. Volvería a Hollywood en 1956 totalmente alcoholizado, dejando sin acabar la película William Tell, solo haciendo papeles que estuvieran a su altura en Fiesta, de Henry King, junto a Tyrone Power, Mel Ferrer y Ava Gardner; Too Much, Too Soon, en el papel de su amigo John Barrymore; y Las raíces del cielo de John Huston.
El director cinematográfico Irving Rapper dijo de él: «Tuvo el mundo entero en la palma de sus manos y no supo aprovecharlo».

## Fallecimiento
Tras el estreno del documental Cuban Rebels Girls, en el que fue coproductor, guionista y narrador, Flynn viajó  el 9 de octubre de 1959  a Vancouver para vender su yate Zaca al magnate George Caldough, debido a los problemas financieros que eran muy serios. El 14 de octubre, mientras Caldough llevaba al aeropuerto en su auto a Flynn y a la actriz de 17 años Beverly Aadland, quien lo acompañó en el viaje, a tomar un vuelo a Los Ángeles, California, Flynn comenzó a quejarse de un dolor severo en la espalda y en las piernas. Caldough lo llevó al domicilio de un médico, Grant Gould, quien notó que Flynn tenía dificultad para subir las escaleras del edificio. Gould, asumiendo que el dolor era debido a una degeneración del disco intervertebral con osteoartritis espinal, le aplicó 50 mgs de demerol intravenoso. Disminuyeron las molestias y "recordando en gran medida sus experiencias pasadas" a los allí presentes, rechazó un trago cuando se lo ofrecieron. Se recostó en un diván.
Gould le realizó un masaje en sus piernas en la alcoba del apartamento y le aconsejó a Flynn descansar antes de emprender el viaje. Dijo sentirse mucho mejor y, veinte minutos después, Aadland le tomó el pulso y descubrió que no lo tenía. A pesar de ser tratado de emergencia por Gould y de ser llevado inmediatamente en ambulancia a la sala de urgencias del Hospital General de Vancouver, no recobró la consciencia y fue declarado muerto en la noche. El informe del forense y el certificado de defunción mencionan como causa de su muerte un infarto de miocardio debido a una trombosis y arteriosclerosis coronaria, con esteatosis hepática y una importante cirrosis del hígado que pudieron ser factores concurrentes. Con solo 50 años, los forenses afirmaron que su cuerpo se hallaba tan deteriorado por el alcohol y las drogas que representaba el de un hombre de 70 años. Sus padres le sobrevivieron nueve años.
Errol Flynn fue inhumado en el Forest Lawn Memorial Park Cementery de Glendale, California, un lugar que alguna vez declaró odiar, junto con seis botellas de su whiskey favorito.

## Trayectoria cinematográfica
A principios de los años 1930, Flynn partió rumbo a Reino Unido. En 1933, fue contratado para actuar en la compañía Northampton Repertory Co., donde trabajó durante un período de siete meses. De acuerdo al libro de Gerry Connelly, Errol Flynn in Northampton, al año siguiente el actor participó en el festival de Malvern (Worcestershire) así como en teatros West End de Glasgow y Londres.

### 1933-1945
En 1933, protagonizó la película australiana In the Wake of the Bounty del director Charles Chauvel, la cual marcó su debut en el cine. Su rodaje aconteció en Sídney, Australia y la isla de Tahití, siendo una producción de los estudios Expeditionary Films. Esta película narraba la historia del velero en el que iban algunos de sus ancestros y su famoso motín.
Más tarde, en ese mismo año, hizo una breve aparición en I Adore You, la cual sería desacreditada tras su estreno. Curiosamente, se convirtió en un «filme perdido». En 1935, apareció en la cinta Murder at Monte Carlo, producida en los estudios ingleses Teddington de Warner Bros. Jamás estrenada en cines estadounidenses, y al igual que I Adore you, Murder at Monte Carlo se estima también como una cinta desaparecida. Cabe añadirse que durante su rodaje un ejecutivo de Warner lo «descubrió», contratándolo para filmar en Estados Unidos. Así, en 1942 se convirtió en un ciudadano naturalizado del país norteamericano. Durante el viaje en barco al país norteamericano conoce a la actriz Lili Damita, con quien se casaría nada más pisar terreno estadounidense.
En 1935, tras haber actuado en Murder at Monte Carlo, Flynn participó en otras tres cintas (The Case of the Curious Bride, Don't Bet on Blondes y El capitán Blood) donde compartió créditos con actores como Warren William, Margaret Lindsay, Allen Jenkins, Guy Kibbee, Olivia de Havilland, Lionel Atwill y Basil Rathbone. En la primera, dirigida por Michael Curtiz, él interpretó a un personaje de menor relevancia que no habla (llamado Gregory Moxley), convirtiéndose en la primera película de su carrera que en ser proyectada en Estados Unidos. Por otra parte, en Don't Bet on Blondes, de Robert Florey, participó en un rol secundario. Sin embargo, su papel estelar en El capitán Blood (dirigida también por Curtiz, contando con la contribución musical de Erich Wolfgang Korngold) le valió el reconocimiento de la crítica, dotándole de una imagen de personaje heroico que le habría de acompañar por el resto de su vida. Su personaje, Peter Blood, está basado en parte por el legendario pirata Henry Morgan. El papel en un principio iba a ser para Robert Donat, quien lo rechazó debido a que no quería parecerse a Douglas Fairbanks, sin embargo a Flynn no le afectaban las comparaciones. En 1936 intervino, junto a su entonces esposa Lili Damita, en el cortometraje de MGM Pirate Party on Catalina Isle, participando también en La carga de la Brigada Ligera, filmada en una localización de Lone Pine, California; su historia está basada en el poema narrativo del mismo nombre escrito por Alfred Tennyson, que a su vez trata sobre la famosa carga de la Brigada Ligera, un desastre acontecido durante la Guerra de Crimea. En la película, Flynn interpreta a Geoffrey Vickers, un oficial del ejército británico que se halla en una determinada misión en la India a mediados del siglo XIX.

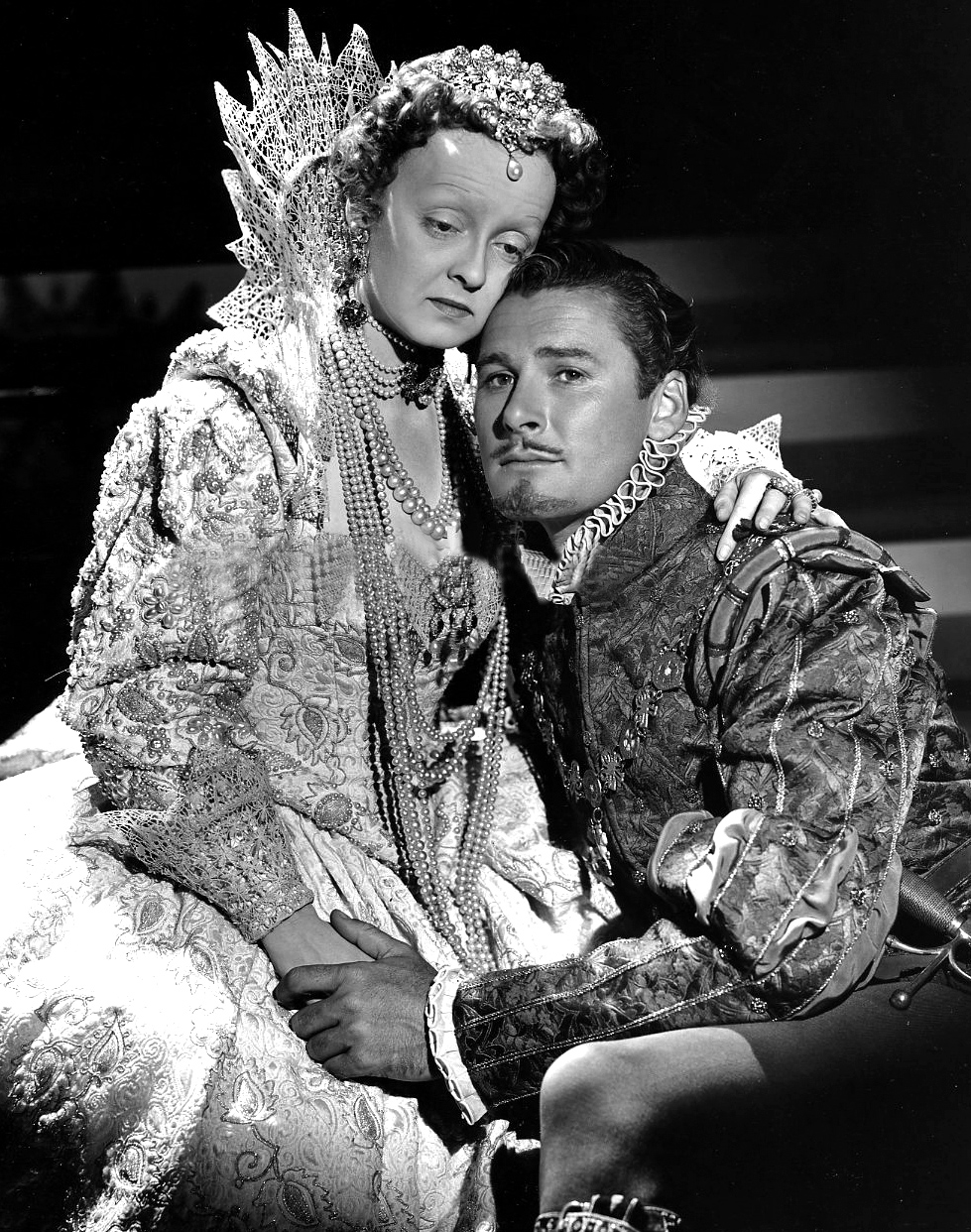
Con Bette Davis en La vida privada de Elizabeth y Essex (1939).

Para 1937, su carrera cinematográfica se hallaba en plena cumbre; aún con El capitán Blood y La carga de la Brigada Ligera en explotación comercial, Warner lo audicionó para que participara en una adaptación del bestseller de Lloyd C.Douglas, titulada The Green Light y dirigida por Frank Borzage. Tras su contratación, interpretó al Dr. Newell Page, un joven cirujano que rehúsa revelar el nombre del culpable de una operación fallida porque lo considera el mentor de su carrera. Aunque este filme ya no está disponible en venta, regularmente es transmitido por los canales televisivos TNT, a nivel internacional, y TCM, en Estados Unidos. La exitosa recaudación de las anteriores, así como el excelente estatus con que contaba él en la industria, ocasionó que los productores de El príncipe y el mendigo le pagaran por adelantado para tenerlo en dicho proyecto. El príncipe y el mendigo relata la historia de un niño pordiosero, quien es invitado por un joven príncipe para jugar en su castillo. Tras esto, ambos intercambian sus respectivos lugares, viéndose envueltos en vidas completamente diferentes. Su dirección corrió a cargo de William Keighley, estando basada en la novela homónima de Mark Twain. Otros filmes del mismo año en los que participó fueron Another Dawn, de William Dieterle (en donde personificó al capitán Denny Roark) y The Perfect Specimen, dirigida por Curtiz. En esta última, interpretó a Gerald Wickes, un individuo que ha crecido bajo rigurosa supervisión en la finca de su abuela. Un día, se encuentra con una joven llamada Mona Carter, con quien decide tomar parte en una divertida aventura. Mientras tanto, se desata una intensa búsqueda en todo el país de los supuestos secuestradores de Wickes. Durante el rodaje la actriz con quien coprotagonizaba la película, Joan Blondell, se quejó al director, Michael Curtiz, de que Errol la estaba acosando. En este año corrió el rumor de que el actor ha fallecido en España debido a la bebida y sus peleas, algo que demostró que era falso.
Su próximo estelar vino con la producción Robin de los bosques (1938) cinta en la que interpretó a Robin Hood y que ha sido comúnmente referida como una de las mejores películas de todos los tiempos. Originalmente, el actor James Cagney había sido elegido para hacerse con el estelar, pero renunció a su contrato con los estudios Warner. A raíz de lo anterior, la producción se pospuso por un período de tres años. Asimismo, Robin de los Bosques es estimada como una de las primeras en ser grabada con la técnica Technicolor, creada con la finalidad de sustituir la filmación en blanco y negro por escenas coloridas. Otro detalle es que su producción resultó ser extravagante, puesto que Warner se había caracterizado por invertir en películas de bajo presupuesto sobre gánsteres. Sin embargo, ante el éxito logrado por las películas de aventuras de Flynn, los estudios optaron por oficializar este proyecto. Durante el rodaje el actor se quejó por la peluca que le habían diseñado al mismísimo Jack Warner, propietario de la productora, también se separó de Damita, lo que motivó que relación entre Haviland y Errol fuera aún más estrecha. Poco después apareció en la comedia romántica Four's a Crowd.
Para el papel de George Armstrong Custer en la película Murieron con las botas puestas (1941), Errol lo encarnó sin bigote y con unas enormes fundas de dientes para sacarle el mejor resultado a su personaje, que aparece en el filme como un militar atolondrado, ambicioso, descarado, indisciplinado y sinvergüenza, pero dotado de grandes dotes de mando, carisma y coraje. En 1945 protagonizó el clásico del cine bélico Objetivo Birmania, una de las obras maestras del director Raoul Walsh, cuyas virtudes narrativas se imponen sobre la fidelidad a la verdad histórica (Birmania fue conquistada por tropas inglesas, no estadounidenses).

### 1946-1959
Comenzó a filmar Las aventuras de Don Juan (1948) bajo la dirección de Raoul Walsh, pero debido a una huelga el proyecto se suspendió y solo fue retomado por el director Vincent Sherman en 1947. El rodaje atravesó por numerosas dificultades debido a las repetidas ausencias de Flynn (motivadas por su cada vez más pronunciado alcoholismo), pero tras su estreno recibió en general buenas críticas. Variety escribió: "Muchas películas de capa y espada han llegado recientemente a las pantallas y Las aventuras de Don Juan se encuentra entre las mejores. "
En 1952 Flynn cerró las puertas a la Warner. "Me voy a Italia a rodar mis propias películas; ganaré una fortuna y les mostraré a esos chicos que no me hacían falta ni ellos ni su estudio". Sin embargo, las cosas no le salieron tan bien como se esperaba y, arruinado, dejó su William Tell sin terminar. Too Much, Too Soon (1958), adaptación de la autobiografía de Diana Barrymore (hija de su amigo actor John Barrymore) le permitió abordar el tema del alcoholismo que estaba minando, junto con el uso de drogas, su salud, envejeciéndolo prematuramente, interpretando a su padre y amigo, aunque el público todavía pudo disfrutar de películas como The Sun Also Rises (1957). En 1958 Errol Flynn hizo su última gran película: The Roots of Heaven, basada en la novela de Romain Gary. Su encuentro con el director John Huston estuvo lleno de incidentes: en una fiesta llegaron a las manos hasta el punto de ingresar ambos en el hospital, tras lo cual se hicieron buenos amigos. Filmar en el África ecuatorial francesa fue un desafío: Flynn se emborrachaba todas las noches y al día siguiente tenía que volver a ponerse en pie para rodar sobreponiéndose a la resaca. Con temperaturas de 50° a la sombra, las epidemias de disentería amebiana y de malaria diezmaron el equipo, excepto Flynn y Huston, únicos a los que el alcoholismo libraba del agua no potable, como había ocurrido con Humphrey Bogart y Huston en La reina de África (1951).

## Filmografía
- 1933 • In the Wake of the Bounty — Charles Chauvel
- 1935 • El capitán Blood (Captain Blood) — Michael Curtiz
- 1935 • Don't Bet on Blondes — Robert Florey
- 1935 • Murder at Monte Carlo — Ralph Ince
- 1935 • The Case of the Curious Bride — Michael Curtiz
- 1936 • La carga de la Brigada Ligera (The Charge of the Light Brigade) — Michael Curtiz
- 1937 • Luz de esperanza (The Green Light) — Frank Borzage
- 1937 • El príncipe y el mendigo (The Prince and the Pauper) — William Keighley
- 1937 • Another Dawn — William Dieterle
- 1937 • The Perfect Specimen — Michael Curtiz
- 1938 • Four's a Crowd — Michael Curtiz
- 1938 • Las hermanas (The Sisters) — Anatole Litvak
- 1938 • La escuadrilla del amanecer (The Dawn Patrol) — Edmund Goulding
- 1938 • Robín de los bosques (The Adventures of Robin Hood) — Michael Curtiz
- 1939 • Dodge, ciudad sin ley (Dodge City) — Michael Curtiz
- 1939 • La vida privada de Elizabeth y Essex (The Private Lives of Elizabeth and Essex) — Michael Curtiz
- 1940 • El halcón del mar (The Sea Hawk) — Michael Curtiz
- 1940 • Camino de Santa Fe (Santa Fe Trail) — Michael Curtiz
- 1940 • Oro, amor y sangre (Virginia City) — Michael Curtiz
- 1941 • Bombarderos en picado (Dive Bomber) — Michael Curtiz
- 1941 • Murieron con las botas puestas (They Died with Their Boots on) — Raoul Walsh
- 1941 • Footsteps in the Dark — Lloyd Bacon
- 1942 • Fugitivos del infierno (Desperate Journey) — Raoul Walsh
- 1942 • Gentleman Jim — Raoul Walsh
- 1943 • Edge of Darkness — Lewis Milestone
- 1943 • Persecución en el Norte (Northern Pursuit) — Raoul Walsh
- 1943 • Show Business at War — Louis De Rochemont
- 1943 • Thank Your Lucky Stars — David Butler
- 1944 • Gloria incierta (Uncertain Glory) — Raoul Walsh
- 1944 • Hollywood Canteen — Delmer Daves
- 1945 • Objetivo Birmania (Objective, Burma!) — Raoul Walsh
- 1945 • San Antonio — David Butler
- 1946 • Nunca te alejes de mí (Never Say Goodbye) — James V. Kern
- 1947 • Always Together — Frederick de Cordova
- 1947 • Cry Wolf — Peter Godfrey
- 1947 • Escape Me Never — Peter Godfrey y LeRoy Prinz
- 1948 • El burlador de Castilla (The Adventures of Don Juan) — Vincent Sherman
- 1948 • Río de plata (Silver River) — Raoul Walsh
- 1949 • It's a Great Feeling — David Butler
- 1949 • La dinastía de los Forsythe (That Forsythe Woman) — Compton Bennett
- 1950 • Cerco de fuego (Rocky Mountain) — William Keighley
- 1950 • Kim de la India (Kim) — Victor Saville
- 1950 • Montana — Ray Enright
- 1951 • Hello, God — William Marshall
- 1951 • Adventures of Captain Fabian — William Marshall
- 1952 • La isla de los corsarios (Against All Flags) — George Sherman
- 1952 • Mara Maru — Gordon Douglas
- 1953 • El señor de Ballantry (The Master of Ballantrae) — William Keighley
- 1954 • Espadas cruzadas (Crossed Swords/Il maestro di Don Giovanni) — Milton Krims
- 1954 • La reconciliación (Lilacs in the Spring) — Herbert Wilcox
- 1955 • Rapsodia real (King's Rhapsody) — Herbert Wilcox
- 1955 • The Dark Avenger/The Warriors — Henry Levin
- 1957 • Fiesta (The Sun Also Rises) — Henry King
- 1957 • Istanbul — Joseph Pevney
- 1957 • The Big Boodle — Richard Wilson
- 1958 • Las raíces del cielo (The Roots of Heaven) — John Huston
- 1958 • Too Much, Too Soon — Art Napoleon
- 1959 • Cuban Rebel Girls — Barry Mahon

## Obra escrita
- Beam Ends, New York, Longmans, Green and co, 1937. Novela autobiográfica.
- Showdown, New York, Sheridan House, 1946. Novela.
- My Wicked, Wicked Ways, New York, Buccaneer, 1959, autobiografía.
- Moi et Castro, suivi de ce qui m'est réellement arrivé en Espagne, Éditions du Sonneur, 2019.